# Колики, Микель
Микель Колики (алб. Mikel Koliqi; 29 сентября 1902, Шкодер, Османская империя — 28 января 1997, Шкодер, Албания) — албанский кардинал, не имевший епископской ординации, писатель. Кардинал-дьякон с титулярной диаконией Оньиссанти-ин-виа-Аппиа-Нуова с 28 июня 1994.

## Биография
Получил  начальное образование у иезуитов, которые, заметив способности, направили его в Ариччи-колледж в Брешиа. Его товарищем по колледжу был будущий папа Иоанн XXIII. После колледжа поступил в Миланский университет на инженерный факультет, но затем переключился на философию и теологию.
Рукоположён в священники 30 мая 1931 года, после чего получил назначение в диоцез Шкодера. В 1936 году возглавил диоцез. Во время пребывания на посту открыл кафедральную школу и начал выпуск еженедельной католической газеты. Одновременно писал оперы, став родоначальником жанра в Албании.
С 1945 года 38 лет провёл в заключении по приговору коммунистического режима Албании. Ему в вину ставили прослушивание иностранных радиостанций. После заключения попал в число высокопоставленных католических священников, в возрасте 92 лет став членом Коллегии кардиналов: папа Иоанн Павел II  в 1994 году сделал его кардиналом-дьяконом диаконии Оньиссанти-ин-виа-Аппиа-Нуова. Был первым кардиналом из албанцев и старейшим из трёх десятков католических священников, выживших в преследованиях со стороны коммунистических властей.
Умер в 1997 году, похоронен в шкодерском кафедральном соборе святого Стефана.

## Источник
- Информация  (англ.)